# 제더
제더(Zséda, 본명:  제데니 어드리엔(Zsédenyi Adrienn), 1974년 12월 30일 ~ )는 헝가리의 가수이자 배우이다. 1994년 커튼 클럽 싱어즈를 결성하여 데뷔했으나 2001년 솔로로 전환했다. 현재 헝가리를 대표하는 여자 가수 중 하나이다.